# Шурганов, Николай Афанасьевич
Николай Афанасьевич Шурганов (9 августа 1937, д. Курочкино — 14 декабря 2024, Тольятти) — советский рабочий, Герой Социалистического Труда.

## Биография
Родился 9 августа 1937 года в деревне Курочкино Горьковской области.
После службы в армии Николай решал, пойти по военной части, или остаться в колхозе. Но из-за необходимости материально поддержать родителей — устроился на горьковский ремонтно-механический завод молотобойцем. Затем работал на Горьковском автозаводе в цехе ковочных машин, где осваивал профессию кузнеца.
В 1969 году переехал в Тольятти, где начал работать на Волжском Автозаводе. Сначала попал СКП (сборочно-кузовное производство), затем перешёл на участок горизонтально-ковочных машин и автоматов кузнечного цеха МтП (металлургическое производство).
На момент награждения высоким званием работал кузнецом-штамповщиком металлургического производства «АВТОВАЗ».
Про его бригаду писали так:

«Бригада, возглавляемая Н. А. Шургановым, — одна и передовых на строительстве кузнечного корпуса. Установленные ею нормы выполняются на 140—150 процентов»
а также так:

«Комплексная бригада Шурганова первой освоила штамповку ответственной и сложной по техпроцессу детали — вал сошки рулевого управления».
Умер в Тольятти 14 декабря 2024 года в возрасте 87 лет. Похоронен на кладбище села Подстëпки Ставропольского района Самарской области.

## Награды
- Герой Социалистического Труда (1986, за досрочное выполнение заданий 11-й пятилетки и социалистических обязательств, большой вклад в повышение эффективности производства, качества выпускаемой продукции и проявленный трудовой героизм).
- Награждён орденом Ленина (1986).